# Amblyopone ferruginea
Amblyopone ferruginea är en myrart som beskrevs av Smith 1858. Amblyopone ferruginea ingår i släktet Amblyopone och familjen myror. Inga underarter finns listade i Catalogue of Life.

## Bildgalleri

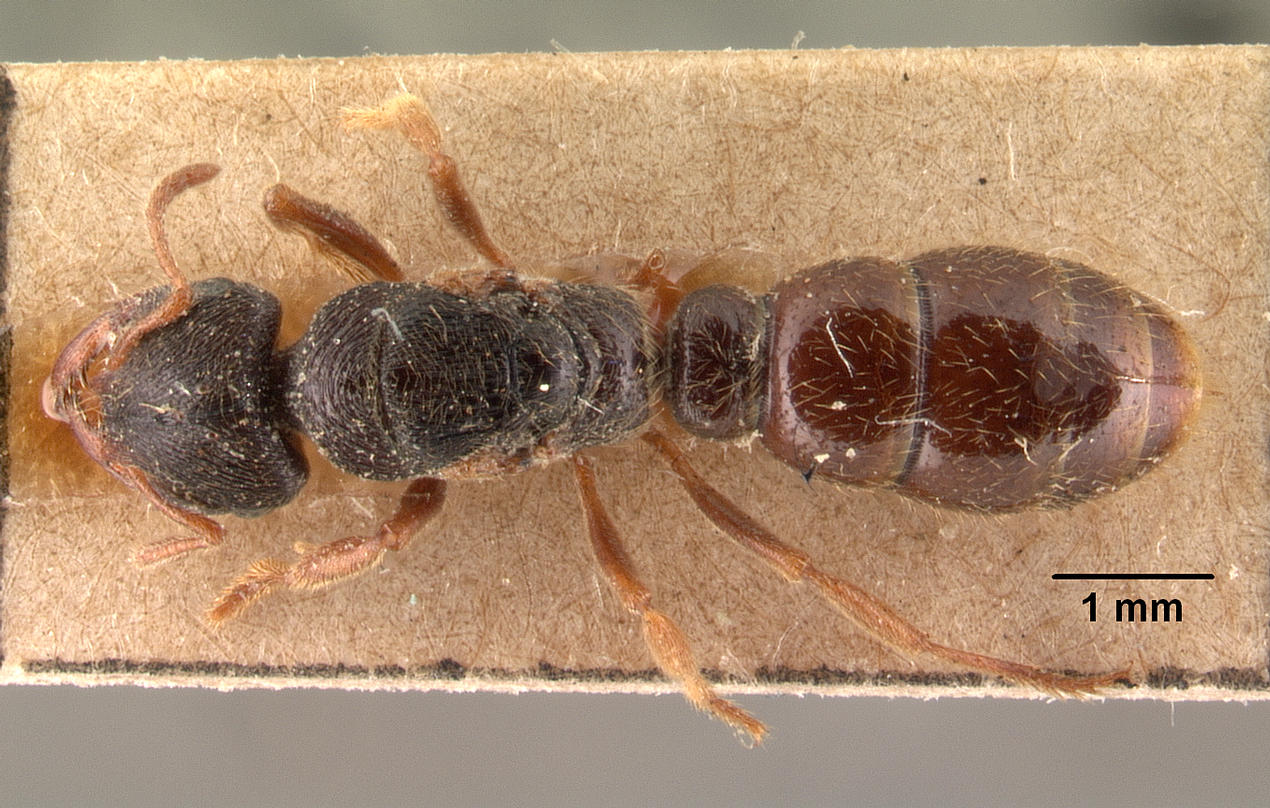
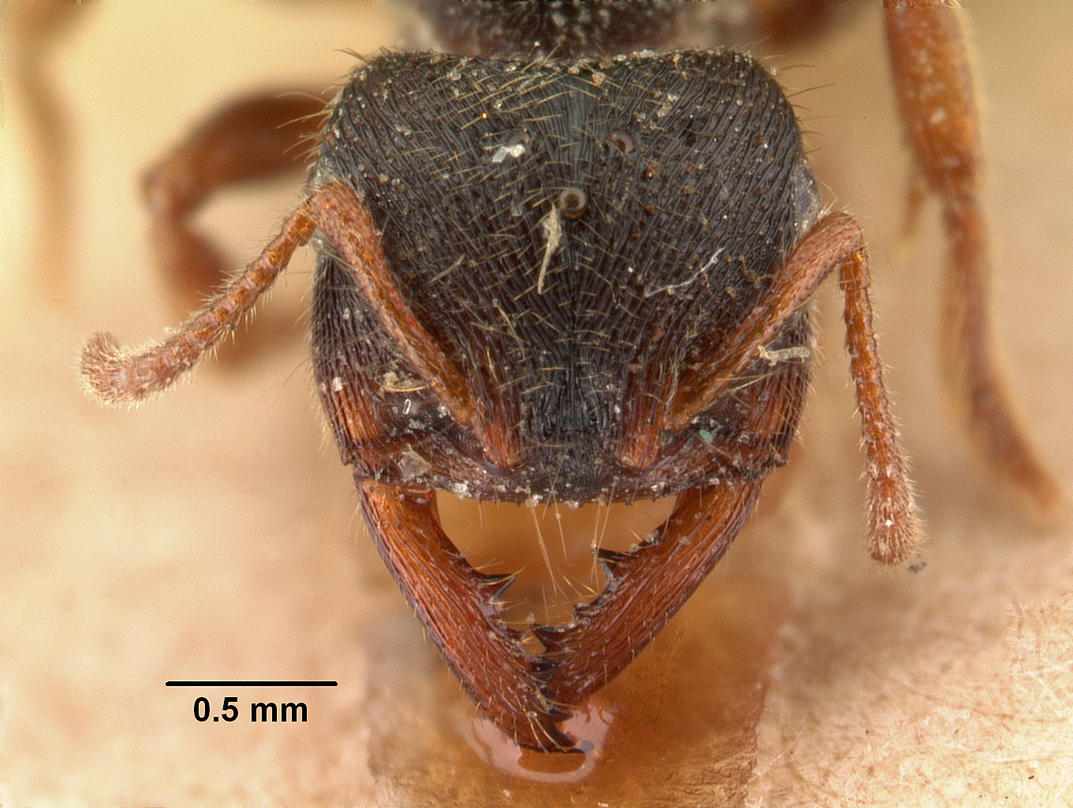
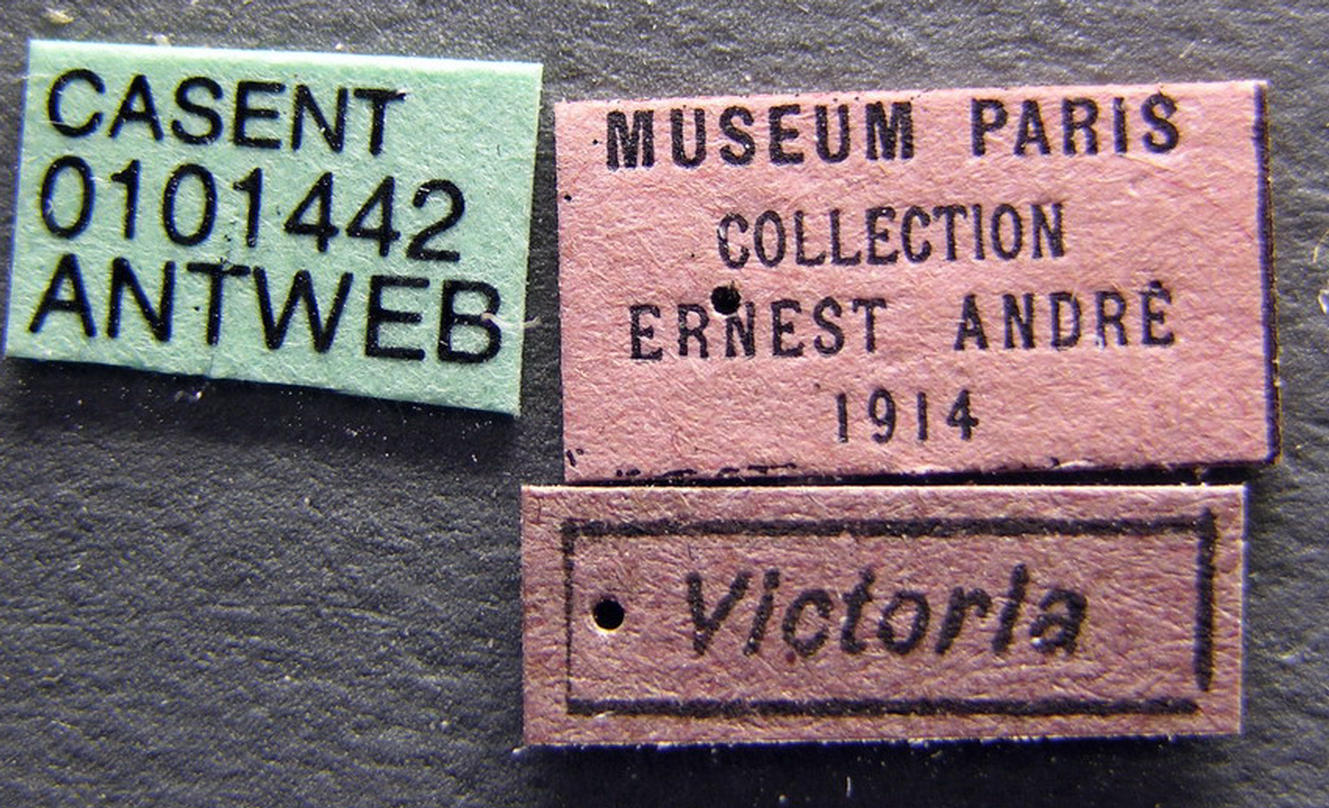
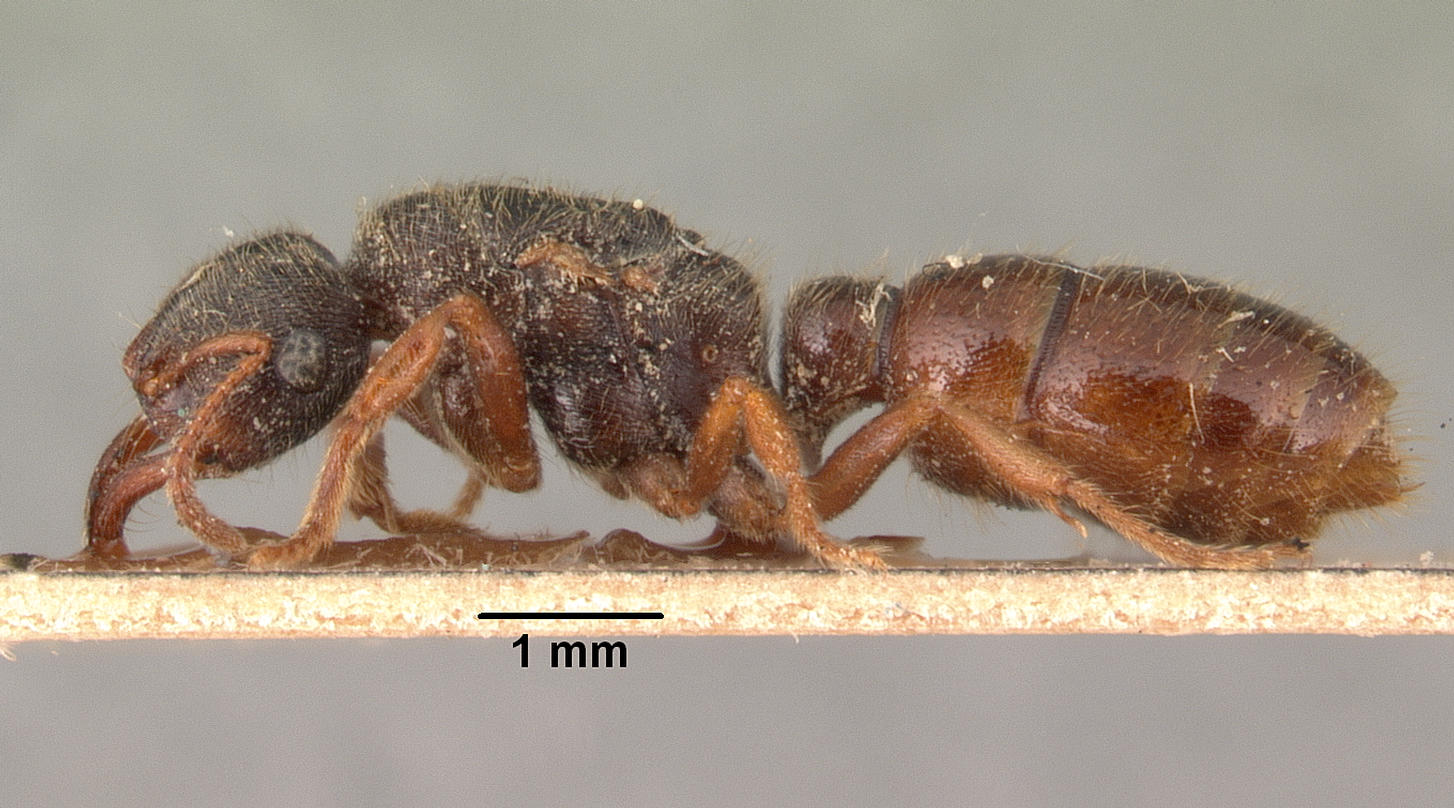
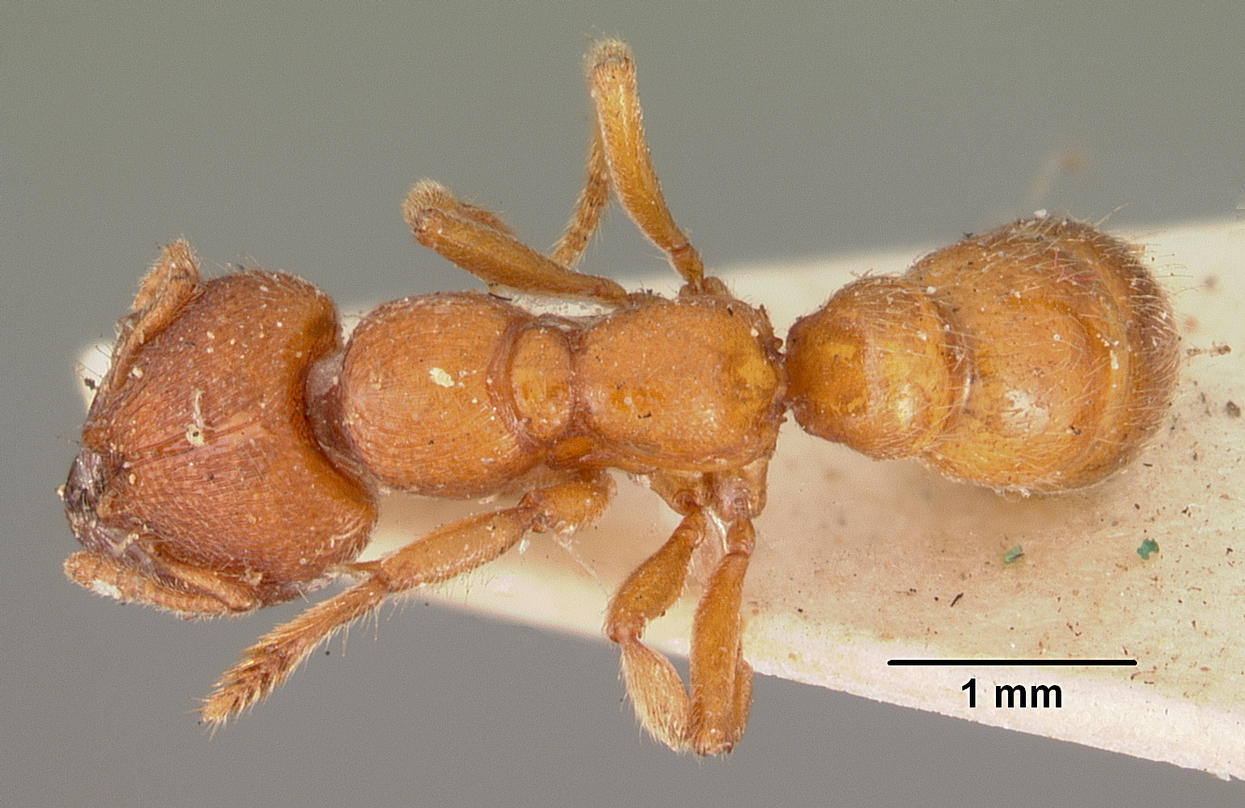
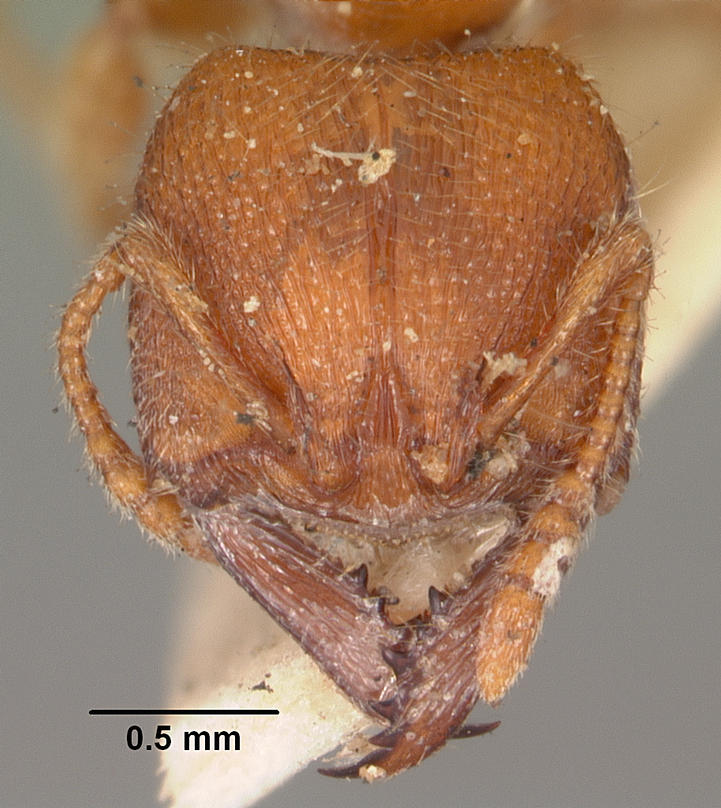